# Emilio Rodríguez Almeida
Emilio Rodríguez Almeida (Madrigal de las Altas Torres, Ávila, 10 de diciembre de 1930 - Valladolid, 21 de febrero de 2016) fue un arqueólogo e historiador español.

## Biografía
Estudia en el Seminario de Ávila, siguiendo sus estudios en Roma, en el Pontificio Instituto di Archeologia Christiana donde se licenció en 1958. Se establecerá en Roma unos años después, comenzando sus trabajos en diversos campos de la arqueología romana: topografía, filología, anforología y epigrafía latina.
A finales de la década de 1960 empieza con el estudio de los fragmentos de la Forma Urbis; en poco tiempo completa la reconstrucción y situación de una importante parte de los fragmentos subsistentes, que no se habían identificado en el anterior estudio, en 1960, por parte de un equipo de eminentes arqueólogos entre los que se encontraba Lucos Cozza. Rodríguez Almeida ubica e identifica diversos monumentos de la Roma Imperial, de los que se había perdido el rastro, en ellos el Lacus Orphei. 
Ha impartido clases en universidades italianas (Roma, Bari, Viterbo, Perugia) y españolas (Madrid, Barcelona, Santander, Sevilla), francesas (Aix-en-Provence, Marsella), suizas (Berna, Basilea, Lausana), americanas (UCLA, UC Irvine, Stanford, Berkeley, Pennsylvania), etc.
Dedicó también diversos estudios a la ciudad de Ávila y a su epigrafía romana, así como al resto de la provincia.
Era miembro correspondiente del Instituto Arqueológico Alemán y de otras instituciones. En 2001 la Universidad de Sevilla lo nombró doctor honoris causa. En el año 2011 fue galardonado con el Premio Castilla y León de Ciencias Sociales y Humanidades.
Falleció a los 85 años en Valladolid a causa de un ictus, recibiendo sepultura en el cementerio de Ávila.

## Selección de obras
- Le retable majeur de la Cathédrale d'Avila (traduit de l'espagnol par Agapito Díaz Cabrera), Ávila, 1962.
- Ensayo sobre la evolución arquitectónica de la catedral de Ávila, Caja de Ávila, Ávila, 1974 (ISBN 978-84-500-1218-7).
- "Aggiornamento topográfico dei colli Oppio, Cispio e Viminale secondo la Forma Urbis marmorea", Rendiconti della Pontificia Accademia romana di Archeologia Vol XLVIII, 1975-1976, pp. 263-278.
- "Forma Urbis marmorea. Nuovi elementi di analisi e nuove ipotesi di lavoro", Mélanges de l'École Française de Rome 89/1, 1977, pp. 219-256.
- “Miscellanea sulla Forma Urbis marmorea”, Rendiconti della Pontificia Accademia romana di Archeologia 51-52, 1978-1979, pp. 91-109.
- Ávila Romana. Notas para la arqueología, la topografía y la epigrafía romanas de la ciudad y su territorio, Ávila, 1980 (ISBN 9788450045635 / 8450045630); 2.ª edición ampliada y actualizada: Caja de Ávila, Ávila, 2003 (ISBN 978-84-500-4563-5).
- "Il Campo Marzio settentrionale: «Solarium» e «Pomerium»", Rendiconti Accademia Romana di Archeologia, III serie, Vol. LI-LII, 1978-1979 y 1979-1980 (1980).
- Forma Urbis Marmorea. Aggiornamento Generale 1980, 2 vols., Roma, ed. Quasar, 1981.
- "Un nuovo frammento della Forma Urbis Marmorea", Analecta Romana Istituti Danici, Suppl. 10, 1983, pp. 87-92.
- "Un frammento di una nuova pianta marmorea di Roma", Journal of Roman Archaeology 1, 1988, pp. 120-131.
- Los tituli picti de las ánforas olearias de la Bética. Tituli picti de los Severos y de la ratio fisci, Universidad Complutense de Madrid, Madrid, 1989 (ISBN 847491289X).
- "Due note marzialiane: I «balnea quattuor in Campo» e le «sellae paterclianae» subcapitoline", Mélanges de l'École Française de Rome 101/1, 1989, pp. 243-254 (en línea).
- "Novità minori dalla Forma Urbis marmorea", Ostraka 1, 1992, pp. 55-80.
- "Diversi problemi connessi con la lastra n. 37 della Forma Urbis Marmorea e con la topografía in Circo e in Campo", Rendiconti dell’Accademia Romana di Archeologia, III serie, Vol. LXIV, 1991-1992, pp. 3-26.
- "Euristica materiale e forma marmorea: alcuni falsi problemi", Rendiconti de Pontificia Accademia Romana di Archeologia 68, 1995-1996, pp. 3-20.
- "Aemiliana", Rendiconti de Pontificia Accademia Romana di Archeologia 68, 1995-96, pp. 373-383.
- El cáliz de San Segundo de la catedral de Ávila, Institución Gran Duque de Alba, Diputación de Ávila, 1997 (ISBN 9788489518278 / 8489518270).
- Marcial, Caja de Ávila, 2001 (ISBN 978-84-930203-9-2).
- Il dialogo dei sordi (note di lettura e riflessioni sui poeti latini), PPU-Littera-Departament de Filologia Llatina, col. Cornucòpia. Repertoris i materials per a I'estudi del Món Classic n.º 8, Universitat de Barcelona, 2002 (ISBN 9788447707850).
- Forma Urbis antiquae. Le mappe marmoree di Roma tra la repubblica e Settimio Severo, Collection de l'École Française de Rome 305, Roma, 2002 (en línea).
- Ávila "gallega". Ensayo sobre el Ávila altomedieval, Institución Gran Duque de Alba, Diputación de Ávila, 2002 (ISBN 978-84-89518-87-2).
- Terrarum dea gentiumque. Marziale e Roma: un poeta e la sua città, XIX Conferencia dell’ Unione Internazionale degli Istituti di Archeologia Storia e Storia dell’Arte in Roma, Roma, 2003 (incluye al final "Bio-bibliografia di Emilio Rodríguez Almeida").
- "Santiago 'de los Caballeros', (I)", De Ávila n.º 10, invierno 2004, Caja de Ávila (sumario).
- "Santiago 'de los Caballeros', (II)", De Ávila n.º 11, primavera 2005, Caja de Ávila (sumario).
- "Puentes históricos de la provincia de Ávila", 2015, Diputación de Ávila.